# Linia kolejowa Bologna – Ancona
Linia kolejowa Bolonia-Ankona – włoska państwowa linia kolejowa łącząca Bolonię z Ankoną, biegnąca przez dolinę Padu do Rimini i wzdłuż wybrzeża Adriatyku do końca trasy.
Linia jest dwutorowa o normalnej skrajni 1435 mm i jest zelektryfikowana napięciem 3000 V prądu stałego. Jest ona zarządzana przez RFI SpA, która zarządza pozostałymi magistralami kolejowymi. Ruch pasażerski jest zarządzany przez Trenitalia, do którego należą wszystkie typy pociągów.
Oprócz Rimini, linia obsługuje również miasta: Pesaro, Cesena i Forlì, podczas gdy główne węzły znajdują się na stacjach Ankona, Falconara Marittima, Rimini, Faenza, Castel Bolognese i w Bolonii.